# Элевоны

Элевоны (обозначены зелёным) на F-102A

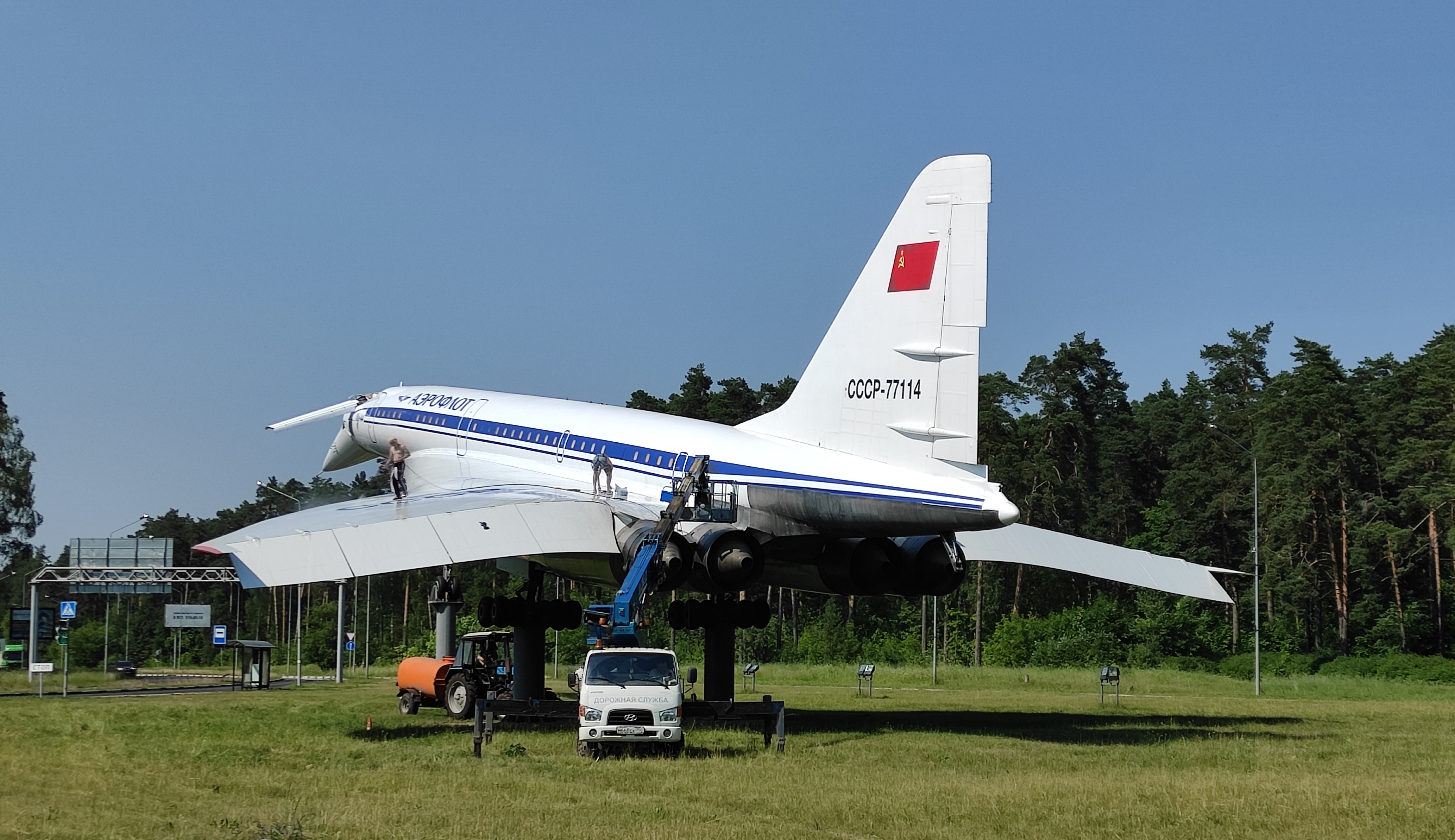
Отклонённые элевоны (самолёт-памятник Ту-144 № 77114 в Жуковском Московской области в процессе сезонного обслуживания)

Элево́ны — аэродинамические органы управления самолётом, симметрично расположенные на задней кромке консолей крыла (гибрид элеронов и рулей высоты). Элевоны выполняют роль элеронов при управлении углом крена самолёта и руля высоты при управлении нормальной перегрузкой.

## Назначение
Элевоны применяются на самолётах без горизонтального хвостового оперения, имеющих обычно схему типа «бесхвостка» или «летающее крыло». Для управления углом крена самолёта элевоны отклоняются дифференциально, то есть, например, для крена самолёта вправо правый элевон поворачивается вверх, а левый — вниз; и наоборот. Синфазное отклонение элевонов позволяет управлять нормальной перегрузкой самолёта, то есть, например, для увеличения тангажа самолёта в горизонтальном полёте оба элевона поднимаются вверх. Принцип действия элевонов на дозвуковом режиме состоит в том, что у части крыла, расположенной перед элевоном, поднятым вверх, подъёмная сила уменьшается, а у части крыла перед опущенным элевоном подъёмная сила увеличивается; при дифференциальном отклонении создаётся момент силы, изменяющий скорость вращения самолёта вокруг оси, близкой к продольной оси самолёта; а при синфазном отклонении создаётся момент силы, изменяющий скорость вращения самолёта вокруг боковой оси. На сверхзвуковом режиме отклонение элевона меняет подъёмную силу только на его поверхности, а не на крыле перед ним.